# Valderredible
Valderredible és un municipi de la Comunitat Autònoma de Cantàbria. Limita al nord amb Valdeprado del Río, a l'est i sud-est amb la província de Burgos i a l'oest i sud-oest amb la província de Palència. Està situat en la comarca de Campoo-Los Valles i per ell discorre el riu Ebre. Es tracta del municipi més extens de Cantàbria, ocupa una extensió de 298,2 km². Compta amb nombrosos exemples d'art romànic com són l'església de Santa María de Valverde o la de San Martín de Elines.

## Història
S'hi han trobat jaciments de destrals del Neolític i de l'edat del bronze a Salcedo, pintures rupestres a Ruanales i un menhir (anomenat Lanchahincada) a San Martín de Elines. També hi ha indicis d'ocupació romana.
A l'alta edat mitjana (cap al segle x), la zona era coneguda com a "Val de Ripa Hibre" (del castellà antic, "Valle del río Ebro") i deuria estar força poblada, tenint en compte l'abundància d'ermites rupestres, enterraments i restes ceràmiques datades de l'època. A partir dels segles xi i xii es van començar a construir les abundants esglésies romàniques de la comarca.
Valderredible va estar integrat a Merindad de Campoo fins que, l'any 1633, els veïns van aconseguir el dret a tenir alcaldes designats per l'autoritat real d'entre ells.
L'any 1835 va obtenir la categoria de municipi.

## Poblacions
El municipi comprèn 52 poblacions que conjuntament sumen un miler habitants. Les poblacions són les següents:
- Allén del Hoyo
- Arantiones
- Arenillas de Ebro
- Arroyuelos
- Bárcena de Ebro. Hi viuen 17 persones (2008) i es troba a 17 km de la capital, Polientes. És a 720 m per sobre el nivell del mar.
- Bustillo del Monte. Hi viuen 38 persones (2004) i està situat a 20 km de Polientes i a 840 metres per sobre el nivell del mar. S'hi troba una església parroquial del segle xvii dedicada a Martí de Tours.
- Cadalso. Només hi viuen 3 persones (2004). S'hi troba una ermita rupestre que fou declarada Bé d'Interés Cultural l'any 1983. També s'hi troba la torre de Cadalso, declarada Bé d'Interés Cultural l'any 1992.
- Campo de Ebro. Hi viuen 21 habitants (2004). Està a 3 km de la capital del municipi, Polientes, i a 712 m per sobre el nivell del mar. A Campo de Ebro s'hi troba una església rupestre, de "San Miguel", que fou declarada Bé d'Interés Cultural l'any 1985. Aquest edifici està situat al costat del temple parroquial de "San Millán", que correspon al barroc rural del segle xvii.
- Castrillo de Valdelomar. Hi viuen 11 persones (2004). Està situada a 17 km de Polientes. i a 732 m per sobre el nivell del mar.
- Cejancas. Hi viuen només 6 persones (2004). Es troba a 10 km de Polientes i a 716 m per sobre el nivell del mar.
- Coroneles. Hi viuen només 4 persones (2004). Es troba a 17 km de Polientes i a 735 m per sobre el nivell del mar.
- Cubillo de Ebro. Hi viuen 14 persones (2004). Està situada a 13 km de Polientes, la capital del municipi, i a 725 m per sobre el nivell del mar.
- Espinosa de Bricia. Hi viuen 18 persones (2004). Està situat a 41 km de Polientes i a 925 m per sobre el nivell del mar.
- Loma Somera. Hi viuen 11 persones (2004) i es troba a 24 km de Polientes i a 910 m per sobre el nivell del mar.
- Montecillo. Hi viuen 12 persones (2012). Està situat a 8 km de Polientes i a 800 m per sobre el nivell del mar.
- Navamuel. Hi viuen 24 persones (2004) i dista de Polientes en 34 km. Està situat a 900 m per sobre el nivell del mar. S'hi troba una església parroquial del segle xvii.
- Otero del Monte. Només hi viuen 3 persones (2008). Està situat a 16 km de Polientes i a 900 m per sobre el nivell del mar.
- Población de Abajo. Hi viuen 9 persones (2008) i es troba a 7 km de Polientes i a 879 metres per sobre el nivell del mar.
- Población de Arriba. Hi viuen 16 persones (2004). Es troba a 11 km de Polientes i a 935 m per sobre el nivell del mar.
- Polientes. Hi viuen 216 habitants (2004). Es troba a 716 m per sobre el nivell del mar i a 112 km al sud de Santander. El patrimoni històric d'aquest poble se centra en l'església parroquial de San Cristóbal. Compta amb un museu etnogràfic de la comarca.[2]
- La Puente del Valle. Hi viuen 21 persones (2004). Es troba a 5 km a l'oest de Polientes i a 705 m per sobre el nivell del mar. S'hi troba un conjunt arquitectònic medieval que es coneix com a "Peña de San Pantaleón", al barri d'Allende. També s'hi troba una església parroquial barroca, del segle xviii, dedicada a "San Roque" i "Santa María".
- Quintanasolmo.
- Quintanilla de An. El 2012 tenia 11 habitants. Es troba localitzat al marge dret de l'Ebre, a 4 km de Polientes i a 715 m per sobre el nivell del mar.
- Quintanilla de Rucandio. Habitada per 18 persones (2004), es troba a 22 km de Polientes i a 804 m per sobre el nivell del mar.
- Rasgada. Hi viu una sola persona (2012) i està situat a 18 km del centre administratiu del municipi, Polientes, i a 790 m per sobre el nivell del mar.
- Rebollar de Ebro. Hi viuen 59 persones (2004). Es tracta del tercer nucli més poblat del municipi. S'hi troba una església parroquial gòtica del segle xvi dedicada a "San Vicente". Es troba a 4 km al sud de Polientes i a 713 m per sobre el nivell del mar.
- Renedo de Bricia. Hi viuen 16 persones (2004). Es troba a 25 km de Polientes i a 987 metres per sobre el nivell del mar.
- Repudio. Està situat a 7 km de Polientes i a 725 m per sobre el nivell del mar. El 2012 només hi vivien sis persones.
- Revelillas. Hi viuen 12 persones (2004). Està situat a 19 km de Polientes i a 800 m per sobre el nivell del mar.
- Riopanero. Hi viuen 15 persones (2012) i es troba a 10 km de Polientes i a 830 m per sobre el nivell del mar. S'hi troba el centre de visitants del Monte Hijedo.
- Rocamundo. Hi viuen 42 persones (2004). Es troba a 3 km de Polientes i 721 m per sobre el nivell del mar. Proper al poble es troba l'ermita de "La Velilla" del segle xvii, lloc on es venera la patrona de la vall.
- Ruanales
- Rucandio. Nucli de població a 19 km de Polientes i a 837 msnm al municipi càntabre de Valderredible, en el que només hi viuen 5 persones (2004).
- Ruerrero
- Ruijas. Hi viuen 22 persones (2004). Està situat a 3 km de Polientes i a 735 m per sobre el nivell del mar. S'hi conserva una església romànica.
- Salcedo. El 2004 hi vivien 24 persones. És a 5 km al nord de Polientes i a 804 m per sobre el nivell del mar. Hi ha una església parroquial barroca dedicada a "San Andrés".
- San Andrés de Valdelomar. Hi viuen 18 persones (2004). És a 23 km de Polientes. L'any 2008 tenia 11 habitants (INE). Està localitzada a 870 msnm, i dista 24 km de la capital municipal, Polientes.
- San Cristóbal del Monte
- San Martín de Elines. La població és de 71 habitants (2004). És un poble especialment visitat per la seva església romànica. Està dividit en tres barris: "Barrio de Abajo" o "Cascajar", "Barrio de Arriba" i "Cabrerizas".[2]
- San Martín de Valdelomar. El 2004 hi vivien nou persones (2004). És a 22 km de Polientes, la capital del municipi, i a 780 m per sobre el nivell del mar. Hi ha l'església de San Agustín, que fou declarada bé d'interès cultural l'any 1993.
- Santa María de Hito
- Santa María de Valverde
- La Serna. El 2004 hi vivien tan sols tres persones (2004). És a 12 km de Polientes i a 987 m per sobre el nivell del mar.[3]
- Sobrepenilla. Hi viuen 4 habitants (2004). Es troba a 7 km de Polientes i a 787 m per sobre el nivell del mar.[2]
- Sobrepeña
- Soto Rucandia. Està situat a 21 km de Polientes i té 17 habitants (2004). Es troba a 840 m per sobre el nivell del mar.[2]
- Susilla. Hi viuen 27 persones (2004). Està situada a 16 km a l'oest de Polientes i a 718 m per sobre el nivell del mar. Conserva una església parroquial gòtica del segle xvi dedicada a "San Miguel".
- Villaescusa de Ebro. L'últim poble en ser travessat pel riu Ebre abans de prosseguir el seu transcurs per Castella i Lleó. Està situat a 688 m d'altitud per sobre el nivell del mar i té una població de 22 habitants (2004). A 1 km del poble se situa la cascada del Tobazo.
- Villamoñico
- Villanueva de la Nía. Està situada a 14 km de Polientes, a 28 de Reinosa i a 21 d'Aguilar de Campoo. La seva altitud per sobe el nivell del mar és de 730 m i es troba envoltada per turons de fins a 1,000 m. És, després de Polientes, la localitat que més habitants conserva, uns 70 (2004). Hi són abundants les típiques cases càntabres, cases de pedra de dos pisos. També s'hi troben restes d'ermites rupestres de l'época de la repoblació així com una necròpoli medieval al voltant de l'església de "San Juan Bautista".
- Villaverde de Hito
- Villota de Elines. Hi viuen 13 persones (2004). Es troba a 6 km de Polientes i a 819 m per sobre el nivell del mar.

## Galeria d'imatges

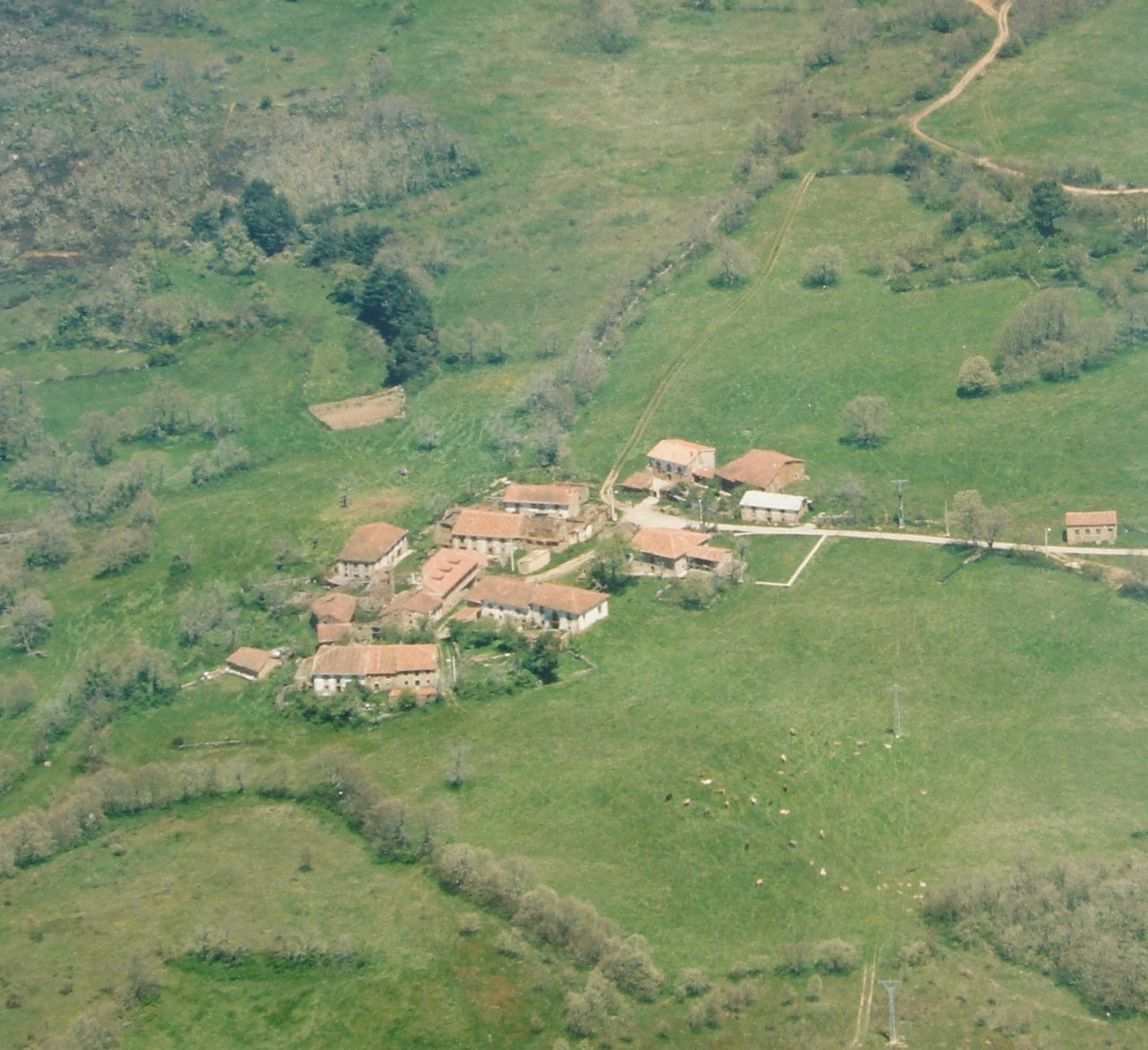
Fotografia aèria d'Otero del Monte
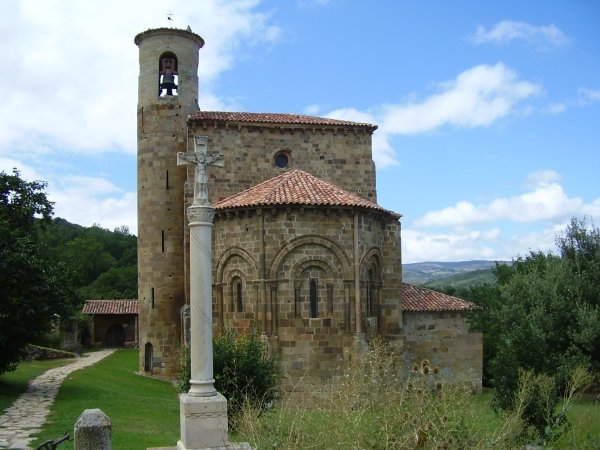
Església romànica de San Martín de Elines
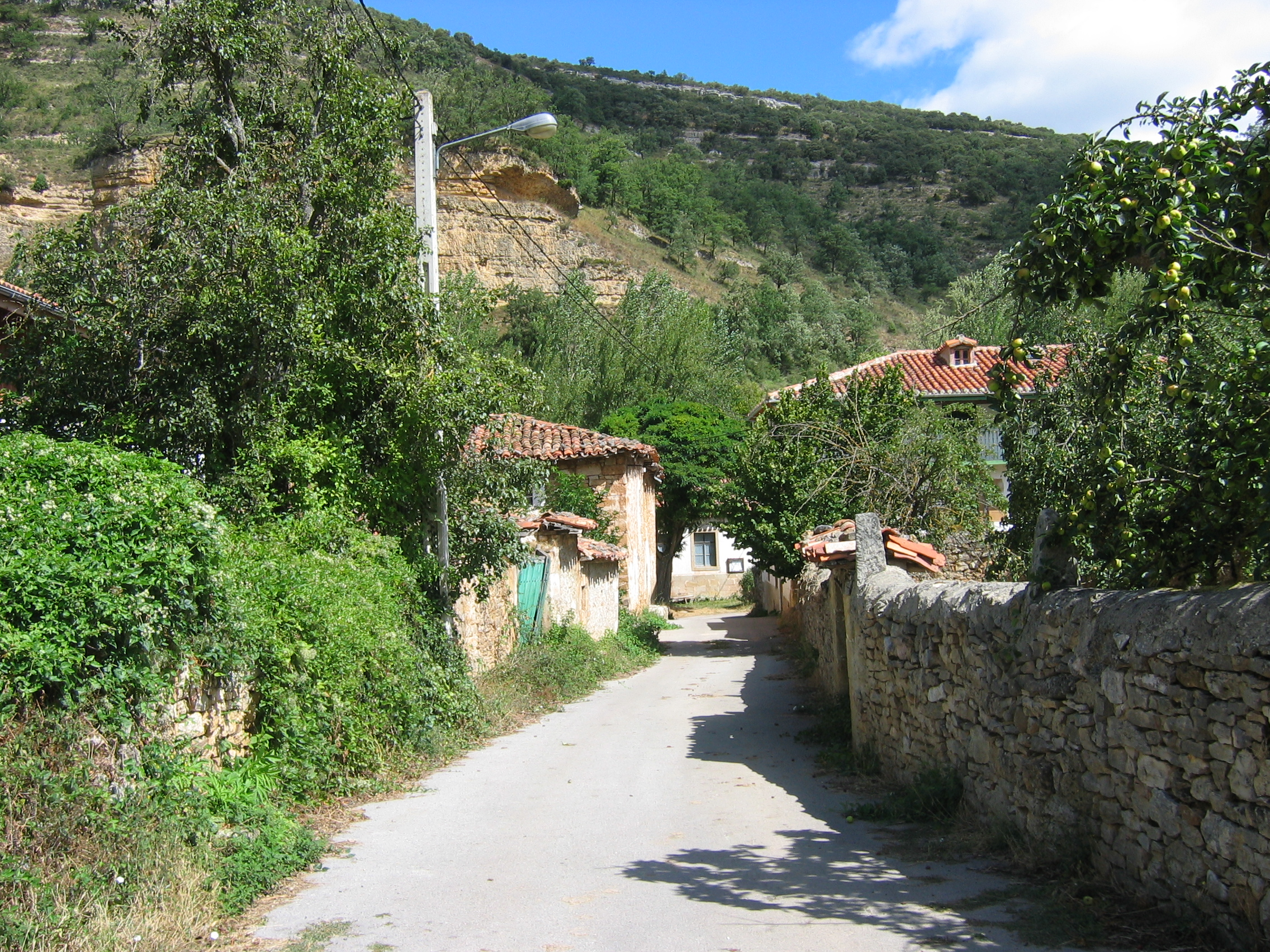
Carreró de Villaescusa de Ebro, un poble de Valderredible]]